# Go-Saga
O Imperador Go-Saga (後嵯峨天皇, [[[1220]] — 1272] Erro: {{japonês}}: texto da transliteração contém caractere não latino (pos 19) (ajuda)) foi o 88º imperador do Japão, na lista tradicional de sucessão.

## Vida
Antes de sua ascensão ao Trono do Crisântemo seu nome pessoal era Kunihito, sua mãe foi Tsuchiokado Tsūkoe (Minamoto no Mitsuko), e foi primo em terceiro grau de seu antecessor, o Imperador Shijo.
Em 1221, Tsuchimikado foi exilado para a província de Tosa, mas o Príncipe Imperial Kunihito foi adotado pela família de sua mãe.
Com a morte súbita do Imperador Shijo em 1242 aos dez anos de idade e sem deixar herdeiros, ocorreu uma divergência entre a Corte Imperial em Quioto e o Shogunato em Kamakura sobre quem deveria ser seu sucessor. A Corte, liderada por Saionji Kintsune e Kujō Michiie, apoiava o Príncipe Imperial Tadanari, filho do Imperador Juntoku . Mas, por causa do envolvimento de Juntoku na Guerra Jōkyū, tiveram que buscar o consentimento do Shogunato. No entanto o shikken Hōjō Yasutoki negou apoio ao filho de Juntoku que ainda era vivo e permanecia no exílio.
Quando o Bakufu declarou sua intenção de não permitir que a sucessão fosse entregue a Tadanari, Kintsune rapidamente passou a apoiar Kunito. Já  Michiie continuou a apoiar Tadanari, isso gerou uma quebra nos laços que uniam Kintsune e  Michiie que foi agravado com a entrega da regência para um dos filhos de Michiie, Nijō Yoshizane (Kintsune era avô de Yoshizane e tinha uma maior aproximação dele do que Michiie, que era distante de seu filho). Kintsune em troca do apoio conseguiu que sua neta se tornasse consorte de Go-Saga. Acabando com a exclusividade da consorte vir dos Kujō. Além disso, as ações de Kintsune ajudaram a dividir os filhos de Michiie nas casas Ichijo, Nijō e Kujō. E quando, em algumas gerações, os Takatsukasa se separam dos Konoe, a divisão do Sekke ficou completa.
O Príncipe Kunihito, aos vinte e um, assumiu o trono em 21 de fevereiro de 1242 com o nome de Imperador Go-Saga. No entanto, a 16 de fevereiro de 1246, aos vinte e cinco anos de idade abdica em favor de seu filho, o Imperador Go-Fukakusa, e torna-se imperador em clausura. Em 1259 pressionou seu filho a abdicar em favor de seu outro filho, o Imperador Kameyama. A partir dai estas duas linhagens se revezaram no poder, a linhagem Jimyōin-To (formada por descendentes de Go-Fukakusa) e a Daikakuji-To (dos descendentes de Kameyama).
Go-Saga governou como imperador em clausura por quase trinta anos. Durante este período, o Bakufu foi dominado pelos Shikkens Tokiory e Tokimune, e as relações entre a Corte e o Bakufu permaneceram relativamente pacíficas. Por exemplo, 
na formulação de políticas, havia uma cooperação substancial entre as duas capitais. Desde o início, em 1246, Go-Saga cumprira a exigência do Bakufu de fazer uma reestruturação administrativa geral que incluía a expulsão do influente Michiie. E a adoção do Hyōjōshū, um órgão de controle de alto escalão. A nomeação do próprio filho de Go-Saga, príncipe Munetaka, como Shogun em 1252 refletiu essa ausência de tensão, a partir deste momento, o Shogun Kamakura sairia da Casa Imperial. Assim como, o clã Hōjō manteria seu poder por trás dos bastidores do Shogunato.
Go-Saga morre aos 51 anos de idade em 1272 . Ele é tradicionalmente venerado em um memorial no santuário xintoísta em Quioto. A Agência da Casa Imperial designa este local como Mausoléu de Kunihito. E é oficialmente chamado Saa no minami no Misasagi.

## Daijō-kan
- Kampaku, Konoe Kanetsune, 1242
- Kampaku, Nijō Yoshizane, 1242–1246
- Kampaku, Ichijō Sanetsune, 1246
- Daijō Daijin, Konoe Kanetsune, 1242
- Daijō Daijin, Saionji Saneuji, 1246
- Sadaijin, Ichijō Sanetsune, 1244 - 1246
- Udaijin, Ichijō Sanetsune,  1242 - 1244
- Udaijin, Takatsukasa Kanehira, 1244 - 1246
- Naidaijin, Takatsukasa Kanehira, 1242 - 1244
- Naidaijin, Kujō Tadaie, 1244 - 1246